# Gheorghe Coman (deputat)
Gheorghe Coman este un politician român, deputat de Buzău în Parlamentul României în legislatura 2012-2016, din partea Partidului Poporului – Dan Diaconescu. După alegeri, în cursul primului an de mandat, Coman a trecut la Partidul Conservator.

## Condamnare penală
Gheorghe Coman a devenit cunoscut după ce Direcția Națională Anticorupție a organizat un flagrant în care a fost suprins luând mită pentru menținerea în funcție a unui șef din Direcția Sanitar-Veterinară locală din circumscripția sa. Coman a fugit de la flagrant, fiind prins pe DN1B între Buzău și Ploiești.
În data de 30 ianuarie 2014 a fost condamnat la un an de închisoare. Decizia a fost confirmată în apel, în data de 28 aprilie 2014. 
Pe 2 septembrie 2014 a fost eliberat condiționat din Penitenciarul Focșani, după executarea a două treimi din pedeapsă.